# Piękna i Bestia (miniserial)
Piękna i Bestia (org. La Bella e la Bestia) – włosko-hiszpański telewizyjny miniserial fantasy zrealizowany na podstawie klasycznej baśni Piękna i Bestia. Serial oryginalnie miał dwa odcinki. W Polsce emitowano go jednak w czterech.

## Obsada
- Blanca Suárez – Bella Dubois
- Alessandro Preziosi – książę Léon DalVille / Bestia
- Léa Bosco – hrabina Hélène
- Andy Luotto – hrabia Armand
- Massimo Wertmuller – Maurice Dubois
- Francesca Beggio – Évelyne
- Cecilia Dazzi – Albertine
- Andrea Santonastaso – Florian
- Giovanni Calcagno – Jérôme
- Tommaso Ramenghi – Olivier
- Francesca Chillemi – Corinne
- Jaime Olías – André
- Alberto Basaluzzo – Bastian
- Giusy Buscemi – Princesa Juliette